# Odynerus meridionalis
Odynerus meridionalis är en stekelart som beskrevs av Henri Saussure. Odynerus meridionalis ingår i släktet lergetingar, och familjen Eumenidae. Utöver nominatformen finns också underarten O. m. limatulus.